# NGC 6184
NGC 6184 é uma galáxia espiral (Sb) localizada na direcção da constelação de Hercules. Possui uma declinação de +40° 33' 56" e uma ascensão recta de 16 horas, 31 minutos e 34,4 segundos.
A galáxia NGC 6184 foi descoberta em 23 de Junho de 1876 por Édouard Jean-Marie Stephan.